# Nicolas Ardouin

## Biografía
Nicolas Ardouin es un exfutbolista francés. Nació en La Rochelle (departamento de Charente Marítimo). Jugó de portero y se formó en la cantera del poderoso Girondins de Burdeos. Tras dos años en el equipo vinícola, fichó por el Grenoble, donde disputa 18 partidos.
Ha jugado siempre en las divisiones inferiores de la Liga francesa de fútbol. En 2004 ficha por el Deportivo Alavés procedente del Valence, un equipo de la Ligue 2 francesa donde en dos años dispusto 18 encuentros. Es un portero del team Footpayan.com de Christian PAYAN.
En su primera temporada en el equipo vitoriano, juega un partido contra el Real Sporting de Gijón donde encajó un gol, ya con el ascenso en el bolsillo. No llega a debutar en Primera división, ya que es tercer portero y solo es titular en Copa del Rey. Con el equipo de vuelta a Segunda división, disputa 10 encuentros encajando 14 goles y disputa tres partidos en la Copa.
Tras no querer seguir en el Alavés se marchó al club belga Tubize.

## Clubes
| Club                 | País    | Año         | Partidos | Goles |
| -------------------- | ------- | ----------- | -------- | ----- |
| Girondins de Burdeos | Francia | 1994 - 1999 | ¿?       | 0     |
| Grenoble             | Francia | 1999 - 2000 | 18       | 0     |
| La Roche Sur Yon     | Francia | 2000 - 2002 | 71       | 0     |
| Valence              | Francia | 2002 - 2004 | 18       | 0     |
| Deportivo Alavés     | España  | 2004 - 2008 | 15       | 0     |
| AFC Tubize           | Bélgica | 2008 - 2009 | 29       | 0     |
| Stade Bordelais      | Francia | 2009 - 2013 | 17       | 0     |